# Shoulder to the Wheel
«Shoulder to the Wheel» (укр. Дослівно: Пліч об колесо) — сингл гурту Saves the Day з альбому Through Being Cool 2000 року. Сингл був виданий на початку 2000 року. До пісні був відзнятий перший відеокліп гурту.

## Відео
Відео було відзняте та представлене 2000 року. Напочатку відео показано хлопця, що працює таксистом (згідно з текстом його ім'я — Дейв), що розглядає малюнок з написом «Party tonight», а також у місцевому клубі Saves the Day готуються до концерту. Після цього до нього підходить вокаліст Кріс Конлі та просить підвезти його. Також у їхній автомобіль сідають троє хлопців, переодягнених у рок-виконавців, що дають водієві той-самий малюнок з написом. Після цього до них приєднуються прихильники регбі, жінки, а також інши замовники, що вручають йому один і той-самий малюнок з проханням відвезти всіх за однією адресою (при цьому Кріс Конлі завжди залишається у автомобілі). Наприкінці відео водій, вокаліст, а також всі клієнти вриваються до клубу, де має місце концерт Saves the Day і намагаються проштовхнутися через чергу фанатів.